# Tito Manlio
Tito Manlio (RV 738) es un dramma per musica en tres actos con música de Antonio Vivaldi y libreto en italiano de Matteo Noris, escrita con motivo de las celebraciones del matrimonio del gobernador imperial de Mantua, Felipe de Hesse-Darmstadt, con Eleonora de Guastalla, viuda del Gran Duque de Toscana. Aunque la boda finalmente no se llevó a cabo, la ópera se estrenó en el Teatro Archiducal de Mantua el 20 de febrero de 1719 durante la temporada de Mantua. La ópera narra la historia de Tito Manlio Imperioso Torcuato, cónsul de Roma, y el conflicto en la región de Latium.[cita requerida]
En contra de la costumbre extendida entre los compositores de la época, en esta ópera sólo 7 de los 41 números han sido identificados como fragmentos de óperas anteriores.[cita requerida]
Esta ópera se representa muy poco; en las estadísticas de Operabase aparece con sólo tres representaciones en el período 2005-2010.

## Argumento
Tito es el cónsul romano. Los romanos y los latinos no se llevan bien, lo cual es un verdadero problema ya que Vitellia, la hija de Tito, está prometida con Germinio, el líder Latino, y Manlio, hijo de Tito, está prometido a Servilia, hermana de Germinio. Tito envía a Manlio a pasar una temporada con los latinos para que obtenga toda la información que le sea posible, pero le prohíbe entrar en combate. Durante su estancia, Manlio hace enfurecer a Germinio, el cual lo llama cobarde y le reta a un duelo, en el cual Manlio mata a Germinio. Tito sentencia a muerte a su propio hijo por desobedecerle, apoyado por Vitellia, que busca venganza, y manda las legiones a por él. Servilia pide piedad para con Manlio. Finalmente, las legiones piden el indulto de Manlio, y él y Servilia se reúnen mientras Vitellia acepta casarse con Lucio, el nuevo líder de los latinos. Tito acepta la petición de las legiones, por lo que Manlio vive, y romanos y latinos quedan en paz.[cita requerida]